# Никольский, Александр Михайлович
Александр Михайлович Никольский (18 февраля [2 марта] 1858, Астрахань — 8 декабря 1942, Харьков) — российский и советский зоолог, герпетолог, заслуженный профессор, академик Академии наук Украины, популяризатор науки. Внучатый племянник митрополита Исидора (Никольского).
Его имя носит Герпетологическое общество имени А. М. Никольского.

## Биография
Родился 18 февраля (2 марта) 1858 года в Астрахани (в своих воспоминаниях он указывал днём рождения 20 февраля). Дед по отцу был священником. Родным братом деда был известный петербургский митрополит Исидор (Никольский). Отец, служивший старшим врачом Астраханского военного госпиталя, умер в феврале 1864 года. В семье было десять детей: восемь сыновей и две дочери. На иждивении матери, не имевшей образования, остались семь малолетних детей. Несмотря на трудности, она смогла дать образование детям: пять сыновей получили высшее образование, а трое — среднее.
Александр Никольский окончил Астраханскую гимназию (1876) и естественное отделение физико-математического факультета Санкт-Петербургского университета (1881).
Ещё студентом, в 1880 году он участвовал в мурманской экспедиции для исследования китоловства Ледовитого океана, после возвращении из которой, по представлению М. Н. Богданова, он был избран исправляющим должность хранителя зоологического кабинета университета с жалованьем 25 руб. в месяц. Как писал Никольский: «это было нищенское вознаграждение, даже служители получали больше <…> Хотя на 25 руб. можно было существовать, но очень скудно; ни о театре, ни о других развлечениях нечего было и думать <…> для меня это жалованье было целым кладом, так как до этого времени я едва перебивался. Много помогал мне мой товарищ В. А. Хлебников, который был более меня обеспечен».
В 1881 году вместе с И. С. Поляковым он был в экспедиции, организованной Географическим обществом на остров Сахалин. В 1882 году он попал в состав экспедиции, которую организовало Министерство двора для ревизии Алтайского горного округа, в которую было решено включить несколько натуралистов; в качестве зоолога поехал А. М. Никольский, в качестве геолога — Н. А. Соколов, а в качестве ботаника — А. Н. Краснов.
В 1884 году Никольский был в экспедиции на озеро Балхаш и Семиреченскую область, которая дала ему материал для магистерской диссертации «О фауне позвоночных животных дна балхашской котловины», которую он защитил в Петербургском университете в 1887 году. Но до этого он совершил ещё два путешествия: в 1885 году на собственные средства он, вместе с Н. А. Зарудным, был в Персии; в 1886 году по поручению Министерства государственных имуществ занимался исследованием рыболовства на Аральском море и реках Сыр-Дарье и Аму-Дарье.
В 1885 году как писал Никольский: «получая 25 руб., я имел храбрость жениться, но как раз в том же году совершенно неожиданно хранителям кабинетов увеличили жалованье до 60 руб. в месяц».
С 1887 года он стал в качестве приват-доцента читать лекции в Петербургском университете. В 1889 году он защитил диссертацию на степень доктора зоологии «Остров Сахалин и его фауна позвоночных животных», материал для которой взял из одного из первых своих путешествий.
Летом 1888, 1889 и 1890 годов по поручению Крымского комитета, состоявшего при Петербургском обществе естествоиспытателей, он работал в Крыму и в 1890 году был удостоен премии имени К. Ф. Кесслера за монографию «Позвоночные животные Крыма».
В 1896 году, после смерти С. М. Герценштейна, был утверждён штатным зоологом Зоологического музея Петербургской академии наук: заведовал отделениями рыб, земноводных и пресмыкающихся. Результатом работы в Зоологическом музее стала монография Никольского «Пресмыкающиеся и земноводные Российской империи» («Herpetologia Rossica»), за которую он получил ещё одну премию имени К. Ф. Кесслера (1905).
Летом 1897 года по поручению Петербургского общества судоходства Никольский занимался исследованием положения рыболовства на астраханских промыслах; следующее путешествие с научной целью он совершит только в 1922 году — в Очаков.
В 1903 году он был избран в университет ординарным профессором кафедры зоологии Харьковского университета. Сначала Никольский читал лекции только на естественном отделении физико-математического факультета, а с 1906 года — также и на медицинском факультете. В течение нескольких лет он состоял председателем педагогического совета частной женской гимназии М. С. Покровской. В 1912 году ему было присвоено звание заслуженного профессора и он остался в университете в качестве внештатного профессора; 1 января 1911 года был произведён в чин действительного статского советника. В этот период времени Никольским были написаны учебники зоологии, имевшие большой успех. В 1909 году была напечатана его «География животных» — итог многолетнего чтения им курса зоогеографии. Шесть изданий (последнее — в 1923 году) выдержал учебник Никольского «Медицинская зоология».
Был награждён орденами Российской империи: Св. Владимира 3-й ст. (1914), Св. Анны 2-й ст. (1905), Св. Станислава 2-й ст. (1901).
С 1918 года Никольский стал штатным профессором Харьковского университета и с 1919 по 1924 годы возглавлял кафедру зоологии позвоночных, сменив П. П. Сушкина.
В 1919 году Никольский был избран академиком, созданной в 1918 году Украинской академии наук. В конце 1919 года был избран гласным Харьковской городской думы.
В 1921 году он был назначен заведующим научно-исследовательской кафедрой зоологии Харьковского университета (в то время называвшегося Высший институт народного образования).
Умер 8 декабря 1942 года в Харькове.

## Сочинения
Опубликовал более 100 научных работ, среди которых монографии «Пресмыкающиеся» и «Земноводные», несколько определителей, учебники, в том числе — первая российская «География животных» (1909).
- Пресмыкающиеся и земноводные Российской империи. — СПб.: тип. Акад. наук, 1905. — [2], II, 518 с., 2 л. ил.; — (Записки Академии наук по Физико-математическому отделению; Т. 17. № 1).
- Определитель пресмыкающихся земноводных Российской Империи. — Харьков, 1907;
- Медицинская зоология. — Харьков: тип. «Печатник», 1907;
  - 5-е изд. — Харьков: т-во А. С. Суворина — «Новое время», 1917. — 252 с.
- Herpetologia Caucasica. — Тифлис, 1913;
- Пресмыкающиеся. Т. I. Chelonia и Sauria (Черепахи и ящерицы) Архивная копия от 4 марта 2016 на Wayback Machine (в изд. «Фауна России и сопредельных стран и т. д.», Пг., 1915);
- Пресмыкающиеся. Т. II. Змеи Архивная копия от 4 марта 2016 на Wayback Machine (в изд. «Фауна России и сопредельных стран и т. д.», Пг., 1916);
- Пресмыкающиеся. DjVu Т. III. Земноводные Архивная копия от 4 марта 2016 на Wayback Machine (в изд. «Фауна России и сопредельных стран и т. д.», Пг., 1918);

Никольским описано 25 современных видов пресмыкающихся.

## Просветительство
Издал около 300 популярных статей в журналах «Вестник знания», «Естествознание и география», «Нива», «Природа и люди», «Русское богатство». Учёный написал несколько научно-популярных книг. Его «Занимательная физиология» и «Занимательная зоология» издавались (в серии «Занимательная наука») трижды. Никольский обладал большим талантом увлекательно и легко излагать зачастую самые сложные вопросы. Его лекции всегда были увлекательными и привлекали широкую аудиторию, включая рабочих, учителей и военнослужащих.
- «Гады и рыбы» (1902)
- «Наши животные» (1910)
- «Земля и мир животных (География животных)» (1911)
- «Происхождение наших домашних животных» (1913)
- «Сообщество у животных» (1923)
- «Мой зоологический сад» (два издания, последнее в 1923)
- «Под открытым небом» (два издания, последнее в 1923)
- «Происхождение домашних животных» (1924)
- «В стране кочевников» (1924)
- «Летние поездки натуралиста» (два издания, последнее в 1924)
- «Труд и отдых» (1925)
- «Душа и мозг» (1925)
- «Занимательная зоология» (три издания, последнее издание в 1927)
- «Занимательная физиология» (1930)

## Семья
А. М. Никольский был женат дважды.
От первого брака (1885) у него было двое детей: дочь Елена (1892—1943), окончила исторический факультет Харьковского университета, работала искусствоведом в художественном музее; сын Сергей (1894—?), умер в Ленинграде.
В 1905 году Никольский женился на Евгении Павловне Гальман (1878?—1963). От второго брака у Никольского было две дочери: Татьяна, в замужестве Кованько (1907—?), окончила Харьковский университет, химик-аналитик; Наталья, в замужестве Попова (1908—?), окончила редакторский факультет Харьковского музыкально-драматического института.